# کارل جی. شاپیرو
کارل جِی. شاپیرو (به انگلیسی: Carl J. Shapiro) (زادهٔ ۱۵ فوریهٔ ۱۹۱۳ – درگذشتهٔ ۷ مارس ۲۰۲۱) تاجر و کارآفرین اهل ایالات متحدهٔ آمریکا بود.
در سال ۱۹۳۹، شرکت «کِی ویندسور» را در نیوبدفورد، ماساچوست بنیاد گذارد.
شاپیرو در سال ۱۹۳۹ با روت گوردون ازدواج کرد و تا مرگِ همسرش در ۲۰۱۲ زندگی مشترکِ آن دو به ۷۳ سال رسید. آن‌ها سه دختر به نام‌های روندا شاپیرو زینِر، اِلِن شاپیرو جاف، و لیندا شاپیرو وِین‌تراپ دارند.
شاپیرو در ۱۵ فوریهٔ ۲۰۱۳ صدساله شد.